# Lygodactylus keniensis
Lygodactylus keniensis là một loài thằn lằn trong họ Gekkonidae. Loài này được Parker mô tả khoa học đầu tiên năm 1936.